# Hans Räber
Hans Räber, född den 7 april 1918 och död den 9 juni 2008, var en schweizisk kynolog.
Hans Räber ingick i standardkommittéen i den internationella kennelfederationen Fédération Cynologique Internationale, (FCI). Han publicerade ett stort antal verk, och blev 1975 hedersdoktor vid universitetet i Bern för sina insatser.